# Jonathan Banks
Jonathan Ray Banks (Washington D.C., 31 januari 1947) is een Amerikaans acteur.

## Carrière
Banks speelde in enkele tientallen films en was onder meer te zien in Beverly Hills Cop, Airplane!, 48 Hrs. en Gremlins. Hij is ook te zien in tientallen televisieseries, vaak met een gastrol. Vanaf 2009 speelt hij de rol van "Mike Ehrmantraut" in de serie Breaking Bad, waarvoor hij in 2013 een Saturn Award won. Deze rol speelde hij vanaf 2015 ook in de serie Better Call Saul.

## Filmografie

#### Film
- 1976 — The Macahans — Woodward (televisiefilm)
- 1977 — Alexander: The Other Side of Dawn — Michael (televisiefilm)
- 1978 — Coming Home — Marine at Party
- 1978 — The Cheap Detective — Cabbie
- 1978 — Who'll Stop the Rain — Marine
- 1979 — The Rose — Television Promoter
- 1980 — Airplane! — Gunderson
- 1980 — Stir Crazy — Jack Graham
- 1981 — The Gangster Chronicles — Dutch Schultz (televisiefilm)
- 1981 — Gangster Wars — Dutch Schultz
- 1982 — Frances — Hitchhiker
- 1982 — 48 Hrs. — Algren
- 1983 — The Invisible Woman — Darren (televisiefilm)
- 1983 — Murder Me, Murder You — Janos Saracen (televisiefilm)
- 1984 — Gremlins — Deputy Brent
- 1984 — Nadia — Gheorge Comaneci (televisiefilm)
- 1984 — The Adventures of Buckaroo Banzai Across the 8th Dimension — Lizardo Hospital guard
- 1984 — Beverly Hills Cop — Zack
- 1986 — The Fifth Missile — Ray Olson (televisiefilm)
- 1986 — Assassin — Earl Dickman (televisiefilm)
- 1986 — Armed and Dangerous — Clyde Klepper
- 1987 — Cold Steel — Iceman
- 1992 — Freejack — Michelette
- 1992 — There Goes the Neighborhood — Handsome Harry
- 1993 — Blind Side — Aaron (televisiefilm)
- 1993 — Boiling Point — Max Waxman
- 1995 — Under Siege 2: Dark Territory — Scotty
- 1996 — Flipper — Dirk Moran
- 1999 — Let the Devil Wear Black — Satch
- 1999 — Foolish — Numbers
- 1999 — Trash — Judge Callum
- 2001 — Crocodile Dundee in Los Angeles — Milos Drubnik
- 2001 — Proximity — Price
- 2002 — Dark Blue — James Barcomb
- 2006 — Puff, Puff, Pass — Lance
- 2007 — Reign Over Me — Stelter
- 2008 — Proud American — Mr. Moretti
- 2012 — Watercolor Postcards — Ledball
- 2013 — Identity Thief — Paolo
- 2017 — Mudbound — Pappy McAllan
- 2018 — The Commuter — Walt
- 2018 — Redbad — Pepijn
- 2018 — Incredibles 2 - Rick Dicker (stem)
- 2019 — El Camino: A Breaking Bad Movie — Mike

#### Televisie
- 1976 — Barnaby Jones — Vince Gentry (Aflevering: "Dead Heat")
- 1977 — Family — Attendant (Aflevering: "Taking Chances: Part I")
- 1977 — Barnaby Jones — Car Salesman (Aflevering: "Duet for Dying")
- 1977 — Carter Country — Bob Phillips (Aflevering: "The Fireside Burnside Budget Chat")
- 1979 — Lou Grant — Clay Starkes (Aflevering: "Kidnap")
- 1979 — The Waltons — Jeb Sanders (Aflevering: "The Wager")
- 1979 — Lou Grant — Cyrus (Aflevering: "Sweep")
- 1980 — Little House on the Prairie — Jed (Aflevering: "Darkness Is My Friend")
- 1981 — Lou Grant — Intruder (Aflevering: "Rape")
- 1981 — Sanford — Al (Aflevering: "Cal the Coward")
- 1981 — Best of the West — Hombre (2 afleveringen)
- 1982 — Report to Murphy — Vinny (Aflevering: "Papillon")
- 1982 — T.J. Hooker — Danny Scott (Aflevering: "The Witness")
- 1983 — T.J. Hooker — Freddy Baker (Aflevering: "The Hostages")
- 1983 — Hill Street Blues — Reggie (2 afleveringen)
- 1984 — Jessie — Ernie Ross (Aflevering: "Pilot")
- 1984 — Cagney & Lacey — Keith Edsin (Aflevering: "Old Debts")
- 1985 — Otherworld — Kommander Nuveen Kroll (8 afleveringen)
- 1985 — Hunter — Detective Gary Krewson (Aflevering: "The Big Fall")
- 1987 — Falcon Crest — Kolinksi (8 afleveringen)
- 1987 — Designing Women — Eldon Ashcroft IV (Aflevering: "101 Ways to Decorate a Gas Station")
- 1987-1990 — Wiseguy — Frank McPike (74 afleveringen)
- 1993 — Star Trek: Deep Space Nine — Shel-la (Aflevering: "Battle Lines")
- 1994 — Highlander — Mako (Aflevering: "Under Colour of Authority")
- 1994 — Matlock — Jack Starling (Aflevering: "The P.I.")
- 1994 — Walker, Texas Ranger — Shelby Valentine (Aflevering: "Deadly Reunion")
- 1994 — Tales from the Crypt — William (Aflevering: "The Assassin")
- 1995 — Due South — Garret (Aflevering: "Heaven and Earth")
- 1995 — Women of the House — Jim Sugarbaker (2 afleveringen)
- 1994-1995 — SeaQuest 2032 — Maximillian Scully (2 afleveringen)
- 1996 — Diagnosis: Murder — Max Jupe (Aflevering: "Murder by Friendly Fire")
- 1997-1998 — Fired Up — Guy Mann (28 afleveringen)
- 2000 — Diagnosis: Murder — Bruce Locatelli (Aflevering: "Murder by Remote")
- 2000-2001 — The Trouble With Normal — Dr. Lowell (2 afleveringen)
- 2001 — The District — Monya Pastov (Aflevering: "Fools Russian: Part I")
- 2003 — Alias — Frederick Brandon (2 afleveringen)
- 2003 — Strong Medicine — Frank Hardwyck (Aflevering: "Skin")
- 2004 — Joan of Arcadia — Sheriff Mike Rakowski (Aflevering: "Jump")
- 2004-2006 — CSI: Crime Scene Investigation — Bobby Jensen (2 afleveringen)
- 2005 — E-Ring — Adm. Cooper (4 afleveringen)
- 2006 — Ghost Whisperer — Lyle Chase (Aflevering: "Friendly Neighborhood Ghost")
- 2006 — Without a Trace — Sal Marcello (Aflevering: "Check Your Head")
- 2006-2007 — Day Break — Shadow Man (7 afleveringen)
- 2007 — Dexter — FBI Deputy Director Max Adams (2 afleveringen)
- 2008 — ER — Robert Truman (Aflevering: "Atonement")
- 2008 — Shark — Jason Normandy (2 afleveringen)
- 2008 — Life — Nathan Gray (Aflevering: "Crushed")
- 2008 — Eli Stone — Agent Johnathan Maine (Aflevering: "Owner of a Lonely Heart")
- 2009 — Lie to Me — Ex-FBI Agent Bitcher (Aflevering: "Sacrifice")
- 2009 — Cold Case — John Clark (Aflevering: "Jackals")
- 2009 — Castle — Bruce Kirby (Aflevering: "Hell Hath No Fury")
- 2009-2013 — Breaking Bad — Mike Ehrmantraut (29 afleveringen)
- 2011 — Modern Family — Donnie Pritchett (Aflevering: "The Musical Man")
- 2011 - Two and a Half Men - Pawn broker (Aflevering: "A Fishbowl Full of Glass Eyes")
- 2011 — CSI: Miami — Oscar Duarte (Aflevering: "Long Gone")
- 2012 — Parks and Recreation — Steve Wyatt (Aflevering: "Ben's Parents")
- 2012 — Vegas — Angelo LaFlatta (2 afleveringen)
- 2013 — Body of Proof — Glenn Fitz (Aflevering: "Daddy Issue")
- 2013 — Axe Cop — Book Cop (Afleveringen: "An American Story", "Babysitting Uni-Baby")
- 2014 — Community — Buzz Hickey
- 2015 — Gravity Falls — Filbrick Pines (stem)
- 2015-2022 — Better Call Saul — Mike Ehrmantraut (59 afleveringen)

#### Videospellen
- 2015 — Batman: Arkham Knigt — Commissaris James Gordon (stem)